# La Kermesse héroïque
Pour plus de détails, voir Fiche technique et Distribution.
La Kermesse héroïque est un film franco-allemand de Jacques Feyder et Arthur Maria Rabenalt, d'après une nouvelle de Charles Spaak, sorti en 1935.

## Synopsis
En 1616, du temps du peintre Jan Brueghel le Jeune, à Boom, petite ville du comté de Flandre située à 15 km au sud d'Anvers, ville très proche de la frontière des Provinces-Unies. Les habitants se préparent pour la kermesse annuelle, quand un garde vient annoncer l'arrivée de l'ambassadeur d'Espagne, le duc d'Olivarès, et de sa suite armée, en route vers les Provinces-Unies.
C'est la panique chez les notables et les boutiquiers, qui ont encore en mémoire les pillages provoqués par les Espagnols quelques décennies plus tôt (notamment le sac d'Anvers en 1576). Le bourgmestre, qui n'est pas des plus courageux, conseille à la population le calme, la prudence et l'obéissance, et, pour sa part, décide de faire, au sens littéral du terme, le mort. Son épouse, révoltée par cette couardise, décide avec les autres bourgeoises de la ville, de jouer les hôtesses de charme. Le duc d'Olivarès se révèle d'ailleurs plein d'égards et de déférence, et son escorte ne songe qu'à festoyer. De galants quiproquos émailleront leur passage, et le départ de l'envahisseur au petit matin laissera bien des regrets.

## Fiche technique
- Titre : La Kermesse héroïque
- Titre anglais : Carnival in Flanders
- Réalisation : Jacques Feyder et Arthur Maria Rabenalt, assisté de Charles Barrois et de Marcel Carné
- Assistant artistique : Charles Barrois
- Conseiller historique : M. Sterling
- Scénario : d'après une nouvelle de Charles Spaak
- Adaptation : Robert A. Stemmle Charles Spaak et Jacques Feyder
- Dialogue : Bernard Zimmer
- Musique originale : Louis Beydts
- Directeur de la photographie : Harry Stradling Sr.
- Opérateur : Louis Page, assisté d'André Thomas
- Costumes : Georges K. Benda, J. Muelle
- Décors : Lazare Meerson, Alexandre Trauner, Georges Wakhévitch
- Son : Hermann Storr
- Montage : Jacques Brillouin
- Tournage dans les studios d'Épinay-sur-Seine[1]
- Production : Société des films sonores Tobis
- Directeur de production : Pierre Guerlais
- Distribution : Filmsonor
- Pays de production :  France,  Reich allemand
- Genre : Comédie romantique, historique
- Durée : 110 minutes
- Date de sortie : 3 décembre 1935
- Affiche : Bernard Lancy (France)

## Distribution
| - Françoise Rosay : Cornélia, la femme du bourgmestre - André Alerme : le bourgmestre de Boom - Micheline Cheirel : Siska, la fille du bourgmestre - Bernard Lancret : Jean Brueghel, le jeune peintre amoureux de Siska - Jean Murat : le duc d'Olivarès, ambassadeur d'Espagne - Louis Jouvet : le chapelain - Lyne Clevers : la poissonnière - Maryse Wendling : la boulangère - Ginette Gaubert : l'aubergiste - Marguerite Ducouret : la femme du brasseur - Alfred Adam : le boucher et premier échevin, prétendant à la main de Siska - Arthur Devère : le poissonnier - Pierre Labry : l'aubergiste - Marcel Carpentier : le boulanger - Alexander d'Arcy : le premier lieutenant Espagnol | - Claude Sainval : le second lieutenant Espagnol - Delphin : le nain - Roger Legris : le mercier - Bernard Optal : Ambroise, le fils de Cornélia - Matt Mattox : un danseur - Will Dohm - Rolla Norman - Enrico Glori - Raphaël Médina - Pierre Athon - Georges Spanelly - Francine Wells - Yvonne Yma - Marianne Hardy - Molly Robert - Myrillis |

## Analyse
Ce film ouvre, avec les deux longs métrages précédents de Feyder (Le Grand Jeu et Pension Mimosas), la veine du réalisme poétique qui sera ensuite approfondie par son assistant Marcel Carné,.
C'est aussi un hommage à l'âge d'or de la peinture flamande, qui a inspiré les décors et la mise en scène. L'œuvre de Feyder rend compte du réalisme de cette peinture et met en exergue des personnages truculents, qui semblent tout droit sortis de ces tableaux. Les plans fixes sont nombreux, de façon à privilégier le point de vue que l'on peut avoir devant une peinture. La taille des décors est réduite, afin de laisser une place prédominante aux personnages, comme cela se faisait dans les tableaux flamands. Feyder, d'origine belge, voyait dans ce film « le plus grand effort qui a été réalisé pour vulgariser et diffuser à travers le monde, l'art prestigieux des grands peintres de son pays natal. ».
La ville de Boom a été reconstituée, par le décorateur Lazare Meerson, dans la cour des studios d'Épinay-sur-Seine en France. Il a su reproduire, dans un style poétique, l'ambiance de la ville et des intérieurs flamands du XVIIe siècle. Son travail, avec l'aide d'Alexandre Trauner et Georges Wakhévitch, a fortement contribué à la beauté du film.

## Contexte historique
Philippe II, roi d'Espagne et souverain des Dix-Sept Provinces néerlandaises, est en butte à partir de 1566 au soulèvement d'une partie de la population néerlandaise, soulèvement qui devient une guerre d'indépendance à partir de 1568, sous la direction de Guillaume d'Orange.
En 1581, les provinces de l'union d'Utrecht proclament la déchéance de Philippe II de tous ses droits aux Pays-Bas (acte de La Haye), mais la guerre continue et seulement sept provinces échappent à la reconquête menée par le gouverneur général Alexandre Farnèse, devenant la république des Provinces-Unies (actuels Pays-Bas). Les provinces restées fidèles à Philippe II (union d'Arras : Hainaut, Artois, Cambrésis) ou soumises militairement (Flandre, Brabant) deviennent ce qu'on appelle les Pays-Bas espagnols (actuels Belgique et Luxembourg).
En 1616, la guerre est cependant suspendue entre le roi d'Espagne et les Provinces-Unies, en raison de la trêve signée en 1609, qui va durer jusqu'en 1621 (trêve de Douze Ans).
L'état de guerre prend fin en 1648 (traité de Münster), d'où son nom traditionnel de guerre de Quatre-Vingts Ans.

## Une réception difficile en Belgique flamingante
La Kermesse héroïque obtient, à sa sortie en Europe, un très grand succès public.
Le film suscite cependant des réactions de rejet en Flandre où on lui reproche de présenter les habitants comme des lâches ou des collaborateurs. Le problème ne vient pas de la période de la dominations espagnole, mais de l'occupation allemande pendant la Première Guerre mondiale (sur la quasi-totalité de la Belgique). L'histoire pouvait dès lors évoquer le peu d'esprit de résistance des habitants durant cette période, et même de la complaisance de certains d'entre eux envers l'occupant. C'est ainsi qu'il est interprété par certains spectateurs flamands de 1936, provoquant des manifestations de protestation dans les villes du nord de la Belgique.
La Chambre des députés, saisie d'une demande d'interdiction du film, la repousse. La Kermesse est cependant interdite à Bruges.
On peut remarquer que Joseph Goebbels, ministre allemand de la propagande, a favorisé la diffusion du film en Allemagne à sa sortie, car, selon lui, il donnait une bonne image de l'occupation allemande en 1914-1918. Mais il l'interdira plus tard dans toute l'Europe occupée.
Selon Georges Sadoul, historien du cinéma, l'interprétation des Flamands offensés « était sans rapport avec les intentions du réalisateur. Elles relevaient d'un pacifisme ancien, sans pour cela annoncer la « collaboration » dans laquelle, cinq ans plus tard, devaient se lancer les flamingants adversaires de La Kermesse ».

## Récompenses
- 1935 : Grand prix du cinéma français
- Prix de la meilleure mise en scène à la biennale de Venise en 1936
- Grand Prix du Cinéma International décerné par les critiques français

## Anecdotes
- La Kermesse héroïque est évoquée dans Le Kid de Cincinnati, dans une scène où Tuesday Weld raconte le film à Steve McQueen. Dans la version doublée en français de ce film, La Kermesse héroïque est présentée comme un film italien, alors que la version originale américaine indique bien qu'il s'agit d'un film français !